# William Nisser (1882–1960)
William Patrik Nisser (i riksdagen kallad Nisser i Grycksbo), född 18 juni 1882 i Stora Skedvi församling, Kopparbergs län, död 20 april 1960 i Stora Kopparbergs församling, var en svensk militär, bruksdisponent och politiker (högern).
Wilhelm Nisser var son till Ernst Nisser. Han föddes på herrgården Lövåsen men familjen flyttade några år därefter till Rottneby herrgård. Efter mogenhetsexamen vid latinlinjen vid Falu högre allmänna läroverk 1901 och kompletterande reallinjeexamen vid Nya elementarskolan samt avgångsexamen från Svea artilleriregementes underofficersskola 1902 studerade han 1903–1904 vid Kungliga Tekniska Högskolan. Nisser blev underlöjtnant vid Svea artilleriregementes reserv 1903 och fortsatte sedan sina studier vid Uppsala universitet 1904 och studerade astronomi, geologi, matematik och fysik. Han avlade en filosofie kandidatexamen 1908. I Uppsala var han engagerad i förenings- och nationslivet och var bland annat förste kurator vid Västmanlands-Dala nation. 1909 befordrades han till löjtnant i Svea artilleriregementes reserv. Nisser studerade därefter jordbruk för att kunna ta över fädernegården Lövåsen och flyttade 1911 dit med sin familj. Han förbättrade kreatursstammen och utvecklade jordbruket, men även skogsbruket och gruvdriften vid godset. Nisser hade redan 1908 blivit suppleant och 1914 ordinarie styrelseledamot i J H Munktells pappersfabriks AB och sedan han 1922 blivit disponent för pappersbruket kom han att ägna huvuddelen av sin tid åt den verksamheten, och satt kvar till 1950, då han trädde tillbaka och i stället blev ordförande i bolagsstyrelsen. Nisser ärvde senare Rottneby dit han 1930 flyttade med sin familj och blev boende där fram till sin död.
Nisser var ledamot av styrelsen för Gävle-Dala hypoteksförening från 1917, befordrades 1918 till kapten i Svea artilleriregementes reserv, blev 1926 ledamot av styrelsen för AB Göteborgs banks avdelningskontor i Falun och 1938 ordförande där, var ordförande i Dalarnas konstförening 1926–1938, var vice ordförande i handelskammaren i Gävle 1930–1958, vice ordförande i styrelsen för Kopparbergs läns hushållningssällskap 1933–1948, arbetsgivarrepresentant och ledamot i styrelsen för Kopparbergs läns arbetsförmedling 1934–1938, ledamot av styrelsen för AB Göteborgs bank 1934–1936 och 1947–1953, ordförande i Kopparbergs läns skogsvårdsstyrelse 1935–1952, ledamot av AB Billingsfors-Långed 1936–1948, ledamot av styrelsen för Falu elektriska belysnings AB från 1936, ledamot av styrelsen för Falu lasarett 1938–1953, vice ordförande i styrelsen för Sveriges pappersbruksförbund 1939–1947 och ordförande där 1947–1948, ledamot av styrelsen för Svenska pappersbrukens handels AB från 1940, ledamot av järnvägsrådet 1941–1955, ordförande i styrelsen för AB Svensk papperstidning 1943–1950, vice ordförande i styrelsen för Svensk pappersbruksförening 1948–1949, ordförande i centralrådet för KFUM:s vänner från 1953 och ledamot i styrelsen för Dalarnas skytteförbund och Lindbyns Kraft AB.
Nisser var 1931–1938 ledamot av Kopparbergs läns lands ting och ledamot av Sveriges riksdags första kammare 1938–1943 och som sådan ledamot av första kammarens tillfälliga utskott 1941–1942. Nisser blev 1928 ledamot av Kungliga Lantbruksakademien.